# Pandemia de COVID-19 en Nueva Caledonia
Se confirmó que la pandemia de COVID-19 llegó a la colectividad francesa de ultramar de Nueva Caledonia el 18 de marzo de 2020. Todos los casos se encuentran en la isla principal de Grande Terre y están relacionados con viajes al extranjero. El 7 de mayo, todos los casos se habían recuperado.

## Antecedentes
El 12 de enero de 2020, la Organización Mundial de la Salud (OMS) confirmó que un coronavirus era la causa de una enfermedad respiratoria en un grupo de personas en la ciudad de Wuhan, provincia de Hubei, China, que se informó a la OMS el 31 de diciembre de 2019.
El índice de letalidad para COVID-19 ha sido mucho más bajo que el SARS de 2003, pero la transmisión ha sido significativamente mayor, con un número total de muertes significativas.

## Cronología

### Marzo 2020
- El 17 de marzo, el presidente Thierry Santa anunció planes de suspender todos los vuelos hacia el territorio como medida de precaución, con todos los visitantes en aislamiento, y el incumplimiento sería castigado con una multa.[9]
- El 18 de marzo, se confirmaron los dos primeros casos en Nueva Caledonia.[10]
- De las cuarenta pruebas realizadas el 21 de marzo, se confirmaron dos casos, lo que eleva el número total a 4.[11]
- El 25 de marzo, se notificaron cuatro nuevos casos, con un total de 14.[12]
- El 27 de marzo, se notificó un nuevo caso. El caso fue importado y llevó el total de la colectividad a 15.[13]

### Mayo 2020
- El 7 de mayo, los 18 pacientes se habían recuperado. Actualmente no hay casos activos.[3]